# Obirkî, Sarnî
Obirkî (în ucraineană Обірки) este un sat în comuna Liuhcea din raionul Sarnî, regiunea Rivne, Ucraina.

## Demografie
Componența lingvistică a localității Obirkî
     Ucraineană (99,1%)
     Alte limbi (0,9%)
Conform recensământului din 2001, majoritatea populației localității Obirkî era vorbitoare de ucraineană (99,1%), existând în minoritate și vorbitori de alte limbi.